# 栗島すみ子
栗島 すみ子（くりしま すみこ、明治35年〈1902年〉3月15日 - 昭和62年〈1987年〉8月16日）は、明治・大正・昭和期の女優。日本映画界初期の人気女優である。日本舞踊水木流家元水木歌紅でもある。

## 来歴

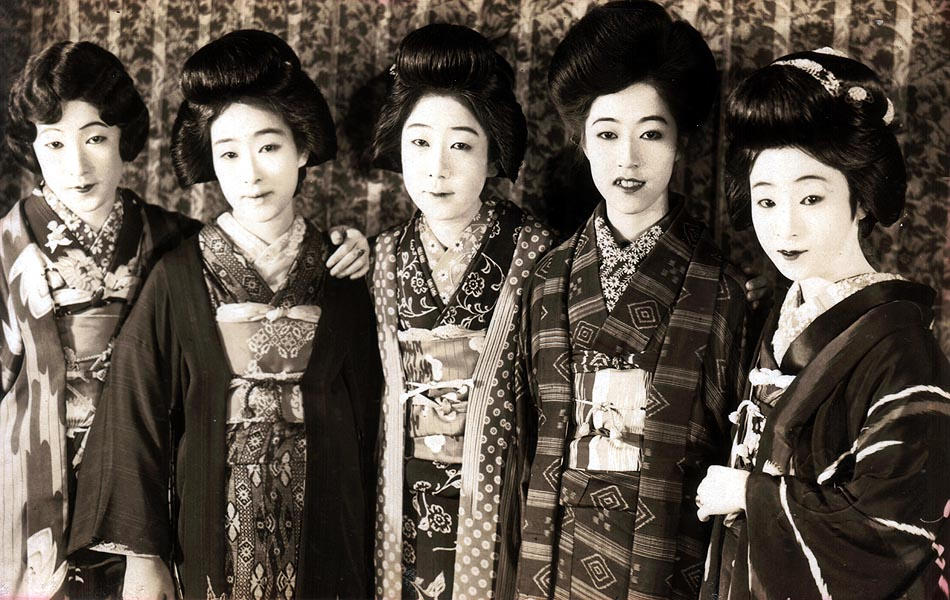
『妖婦五人女』（1926年）の宣伝用写真から。左から栗島、松井千枝子、川田芳子、筑波雪子、柳さく子。

東京府豊多摩郡渋谷村大字中渋谷（現在の東京都渋谷区道玄坂）に生まれた。父の死後、母の再婚先である川村家を経て新派俳優栗島狭衣の養女となった。
明治40年（1907年）、5歳のとき狭衣の師である水木歌橘に入門し、日本舞踊を習い始めた。同年父の主宰するお伽劇『うそつき爺い』で初舞台を踏んだ。また、明治42年（1909年）には狭衣と共にM・パテー商会製作・公開の映画『新桃太郎』に出演した。
大正2年（1913年）、栗島狭衣一座の座員となり、巡業生活を送った。この間ほとんど学校に通っていなかったため、将来を案じた母が一座から離れさせ、日本舞踊の修行に専心。大正7年（1918年）に、水木歌紅の名で名取となった。
大正10年（1921年）2月、松竹蒲田撮影所に入り、ヘンリー小谷監督の『虞美人草』に当時の人気俳優岩田祐吉の相手役としてデビューした。岩田とはのちに『船頭小唄』などで共演し、諸口十九・川田芳子のコンビと並ぶ松竹のドル箱コンビとして活躍、人気を得た。主に悲劇もののヒロイン役で活躍し、川田、五月信子と並ぶ初期の松竹蒲田のスター女優となった。
同年11月、池田義臣監督の『生さぬ仲』に主演してからは、池田監督とのコンビ作が多くなり、大正12年（1923年）、池田と生活するようになるが、松竹の意向で結婚の事実は秘せられた。

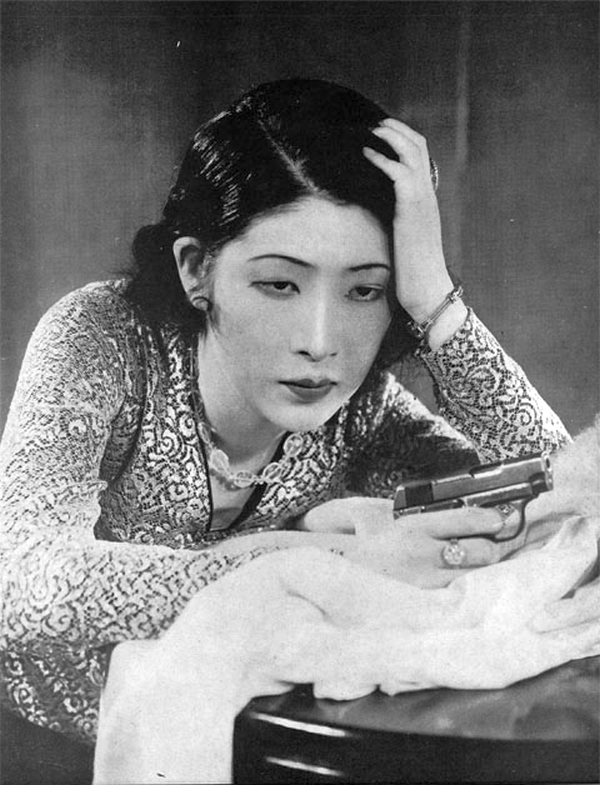
『相思樹』（1932年）

その後も野村芳亭監督の『死に行く妻』、島津保次郎監督の『麗人』、小津安二郎監督の『結婚学入門』『お嬢さん』、成瀬巳喜男監督の『夜ごとの夢』など当時の有力な監督の作品に出演、昭和4年（1929年）、松竹が新しく導入した「幹部制度」において、岩田、川田、藤野秀夫らと共に大幹部に昇進した。
昭和10年（1935年）、撮影所が蒲田から大船へ移る時に引退を発表、昭和12年（1937年）、小津監督の『淑女は何を忘れたか』を最後に映画界を引退した。その後は水木流日本舞踊の宗家「水木歌紅（のちに紅仙）」として晩年まで活動を続けた。数万人と言われる弟子の中には、飯田蝶子、淡島千景（水木紅景）、池内淳子（水木紅澄）がいる。
昭和31年（1956年）、成瀬巳喜男監督の『流れる』に特別出演、19年ぶりの映画出演となった。これは蒲田時代からの付き合いがある成瀬からのたっての願いで実現した。セリフを一切覚えずに現場入りをした事は語り草にもなっている。
昭和43年（1968年）、紫綬褒章を受章。
昭和62年（1987年）8月16日、腎不全のため死去。享年85。墓は池上本門寺にある。

## 人物・エピソード
大正9年に舞台専門の松竹が松竹キネマを興し、映画製作を開始したが、この会社は当時一般的だった女形を初めから使わず、女優を起用した。栗島はここに始まる日本映画の女優時代を飾る「映画女優」であり、松竹で売り出し、松竹で全盛期を迎え、松竹で女優活動を終えた人々の一人だった。
栗島の出演作はほとんどが現代劇で、ことごとくが新派調の悲劇であり、「意地の悪い姑にいじめられる嫁」だったり、「あらぬ疑いをかけられ苦労する娘」であったり、そして最後には自殺する、といったストーリーがほとんどだった。この栗島の姿を観て「身につまされ紅涙をしぼる」、というのが当時の多くの女性ファンたちだった。松竹入り当時、栗島の給金は当時で破格の「二百円」と、最高級待遇だった。
当時松竹では、栗島と岩田祐吉のスターコンビで人気を呼んでいた。このコンビは劇中では恋人同士であり、夫婦でもあるが、実はみな独身であるというとファンに思わせたところに松竹の売り方のうまさがあった。稲垣浩も栗島のファンで、まるで恋人でもあるかのようにスクリーンに魅入られたという。のちに栗島に話を聞くと、そのころは既に池田義信監督と結婚していて、会社はそれを営業上公然と発表しなかったのだという。栗島はこれを不満として、大正14年の週刊誌の表紙写真の取材に、丸髷姿を撮らせ、うっぷんを晴らしたという。日本髪の丸髷は「妻」を意味し、女としてはこの髪を結うことは最高の希望としたものだったのである。「人気スタアのやるせないウップン」であったとは知らず、稲垣をはじめファンたちは、その初々しい丸髷姿の栗島の姿を、わが妻のごとく胸躍らせて眺めたのだという。

## 代表作

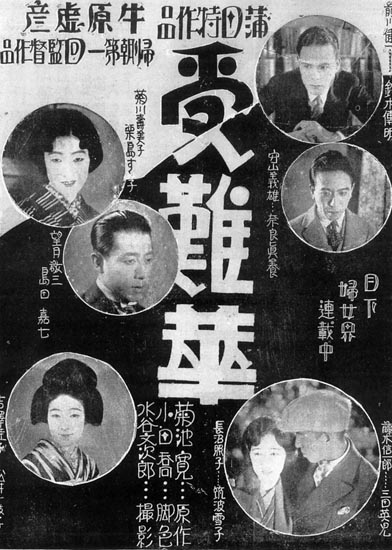
『受難華』（1926年）のポスター。栗島の写真と名前が確認できる。

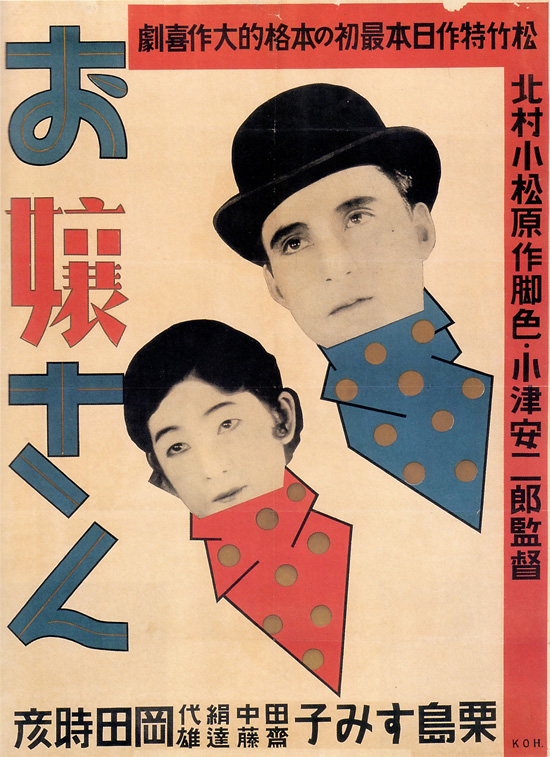
『お嬢さん』（1930年）のポスター。

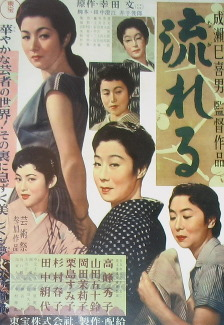
『流れる』（1956年）のポスター。中央の眼鏡をかけた女性が栗島。

- 虞美人草（1921年）
- トランク（1921年）
- 山へ帰る（1921年）
- 生さぬ仲（監督池田義臣、1921年）
- 金色夜叉（1922年）
- 不如帰（1922年）
- 船頭小唄（1923年）
- 自活する女（1923年）
- 大地は微笑む（1925年）
- 受難華（1926年）
- 真珠夫人（1927年）
- 女の一生（1928年）
- 麗人（1930年）
- お嬢さん（1930年）
- 街のルンペン（1931年）
- 椿姫（1932年）
- 夜ごとの夢（1933年）
- 二人静（1935年）
- 永久の愛（1935年）
- 淑女は何を忘れたか（1937年）
- 泣蟲小僧（特別出演 1938年）
- 流れる（特別出演 1956年）

## 参考書籍
大島幸助『銀座フルーツパーラーのお客さん - そのサインと生涯』、文園社、2002年 ISBN 4893361759